# Nervilia
Genre
Nervilia est un genre d'Orchidées.

## Liste d'espèces
Selon Catalogue of Life (23 décembre 2018) :
- Nervilia acuminata (J.J.Sm.) Schltr.
- Nervilia adolphi Schltr.
- Nervilia affinis Schltr.
- Nervilia alishanensis T.C.Hsu, S.W.Chung & C.M.Kuo
- Nervilia apiculata Schltr.
- Nervilia ballii G.Will.
- Nervilia bandana (Blume) Schltr.
- Nervilia beumeei J.J.Sm.
- Nervilia bicarinata (Blume) Schltr.
- Nervilia borneensis (J.J.Sm.) Schltr.
- Nervilia brevilobata C.S.Leou, C.L.Yeh & S.W.Gale
- Nervilia campestris (J.J.Sm.) Schltr.
- Nervilia concolor (Blume) Schltr.
- Nervilia crociformis (Zoll. & Moritzi) Seidenf.
- Nervilia cumberlegii Seidenf. & Smitinand
- Nervilia dilatata (Blume) Schltr.
- Nervilia falcata (King & Pantl.) Schltr.
- Nervilia fordii (Hance) Schltr.
- Nervilia fuerstenbergiana Schltr.
- Nervilia futago S.W.Gale & T.Yukawa
- Nervilia gammieana (Hook.f.) Pfitzer
- Nervilia gleadowii A.N.Rao
- Nervilia gracilis Aver.
- Nervilia grandiflora Schltr.
- Nervilia hirsuta (Blume) Schltr.
- Nervilia hispida Blatt. & McCann
- Nervilia holochila (F.Muell.) Schltr.
- Nervilia hookeriana (King & Pantl.) Schltr.
- Nervilia ignobilis Tuyama
- Nervilia imperatetorum Schltr.
- Nervilia infundibulifolia Blatt. & McCann
- Nervilia jacksoniae Rinehart & Fosberg
- Nervilia juliana (Roxb.) Schltr.
- Nervilia khaoyaica Suddee, Watthana & S.W.Gale
- Nervilia khasiana (King & Pantl.) Schltr.
- Nervilia kotschyi (Rchb.f.) Schltr.
- Nervilia lanyuensis S.S.Ying
- Nervilia leguminosarum Jum. & H.Perrier
- Nervilia lilacea Jum. & H.Perrier
- Nervilia linearilabia T.P.Lin
- Nervilia mackinnonii (Duthie) Schltr.
- Nervilia macroglossa (Hook.f.) Schltr.
- Nervilia macrophylla Schltr.
- Nervilia maculata (C.S.P.Parish & Rchb.f.) Schltr.
- Nervilia maliana Schltr.
- Nervilia muratana S.W.Gale
- Nervilia nipponica Makino
- Nervilia oxyglossa Fukuy.
- Nervilia palawensis Schltr.
- Nervilia pallidiflora Schltr.
- Nervilia pangteyana Jalal, Kumar & G.S.Rawat
- Nervilia pectinata P.J.Cribb
- Nervilia peltata B.Gray & D.L.Jones
- Nervilia petaloidea Carr
- Nervilia petraea (Afzel. ex Sw.) Summerh.
- Nervilia platychila Schltr.
- Nervilia plicata (Andrews) Schltr.
- Nervilia pudica (Ames) W.Suarez
- Nervilia punctata (Blume) Makino
- Nervilia ratis T.P.Lin & Y.N.Chang
- Nervilia renschiana (Rchb.f.) Schltr.
- Nervilia sciaphila Schltr.
- Nervilia seranica J.J.Sm.
- Nervilia shirensis (Rolfe) Schltr.
- Nervilia similis Schltr.
- Nervilia stolziana Schltr.
- Nervilia subintegra Summerh.
- Nervilia tahanshanensis T.P.Lin & W.M.Lin
- Nervilia taitoensis (Hayata) Schltr.
- Nervilia taiwaniana S.S.Ying
- Nervilia trichophylla Fukuy.
- Nervilia umenoi Fukuy.
- Nervilia umphangensis Suddee, Rueangr. & S.W.Gale
- Nervilia uniflora (F.Muell.) Schltr.
- Nervilia winckelii J.J.Sm.

Selon NCBI (23 décembre 2018) :
- Nervilia adolphi
- Nervilia alishanensis
- Nervilia aragoana
- Nervilia bicarinata
- Nervilia brevilobata
- Nervilia crociformis
- Nervilia cumberlegei
- Nervilia fordii
- Nervilia futago
- Nervilia gammieana
- Nervilia holochila
- Nervilia infundibulifolia
- Nervilia khaoyaica
- Nervilia kotschyi
- Nervilia lanyuensis
- Nervilia mackinnonii
- Nervilia macroglossa
- Nervilia marmorata
- Nervilia mekongensis
- Nervilia muratana
- Nervilia nipponica
- Nervilia plicata
- Nervilia punctata
- Nervilia scottii
- Nervilia shirensis
- Nervilia taiwaniana
- Nervilia trangensis
- Nervilia umphangensis
- Nervilia viridis

Selon The Plant List (23 décembre 2018) :
- Nervilia acuminata (J.J.Sm.) Schltr.
- Nervilia adolphi Schltr.
- Nervilia affinis Schltr.
- Nervilia apiculata Schltr.
- Nervilia ballii G.Will.
- Nervilia bandana (Blume) Schltr.
- Nervilia beumeei J.J.Sm.
- Nervilia bicarinata (Blume) Schltr.
- Nervilia borneensis (J.J.Sm.) Schltr.
- Nervilia campestris (J.J.Sm.) Schltr.
- Nervilia concolor (Blume) Schltr.
- Nervilia crociformis (Zoll. & Moritzi) Seidenf.
- Nervilia cumberlegii Seidenf. & Smitinand
- Nervilia dilatata (Blume) Schltr.
- Nervilia falcata (King & Pantl.) Schltr.
- Nervilia fordii (Hance) Schltr.
- Nervilia fuerstenbergiana Schltr.
- Nervilia gammieana (Hook.f.) Pfitzer
- Nervilia gleadowii A.N.Rao
- Nervilia gracilis Aver.
- Nervilia grandiflora Schltr.
- Nervilia hirsuta (Blume) Schltr.
- Nervilia hispida Blatt. & McCann
- Nervilia holochila (F.Muell.) Schltr.
- Nervilia hookeriana (King & Pantl.) Schltr.
- Nervilia ignobilis Tuyama
- Nervilia imperatetorum Schltr.
- Nervilia infundibulifolia Blatt. & McCann
- Nervilia jacksoniae Rinehart & Fosberg
- Nervilia juliana (Roxb.) Schltr.
- Nervilia khasiana (King & Pantl.) Schltr.
- Nervilia kotschyi (Rchb.f.) Schltr.
- Nervilia lanyuensis S.S.Ying
- Nervilia leguminosarum Jum. & H.Perrier
- Nervilia lilacea Jum. & H.Perrier
- Nervilia mackinnonii (Duthie) Schltr.
- Nervilia macroglossa (Hook.f.) Schltr.
- Nervilia macrophylla Schltr.
- Nervilia maculata (E.C.Parish & Rchb.f.) Schltr.
- Nervilia maliana Schltr.
- Nervilia muratana S.W.Gale
- Nervilia nipponica Makino
- Nervilia oxyglossa Fukuy.
- Nervilia palawensis Schltr.
- Nervilia pallidiflora Schltr.
- Nervilia pectinata P.J.Cribb
- Nervilia peltata B.Gray & D.L.Jones
- Nervilia petaloidea Carr
- Nervilia petraea (Afzel. ex Sw.) Summerh.
- Nervilia platychila Schltr.
- Nervilia plicata (Andrews) Schltr.
- Nervilia porphyrophylla Schltr.
- Nervilia punctata (Blume) Makino
- Nervilia renschiana (Rchb.f.) Schltr.
- Nervilia sciaphila Schltr.
- Nervilia seranica J.J.Sm.
- Nervilia shirensis (Rolfe) Schltr.
- Nervilia similis Schltr.
- Nervilia stolziana Schltr.
- Nervilia subintegra Summerh.
- Nervilia tahanshanensis T.P.Lin & W.M.Lin
- Nervilia taitoensis (Hayata) Schltr.
- Nervilia taiwaniana S.S.Ying
- Nervilia trichophylla Fukuy.
- Nervilia umenoi Fukuy.
- Nervilia uniflora (F.Muell.) Schltr.
- Nervilia winckelii J.J.Sm.

Selon Tropicos (23 décembre 2018) (Attention liste brute contenant possiblement des synonymes) :
- Nervilia abyssinica (Chiov.) Schltr.
- Nervilia acuminata Schltr.
- Nervilia adolphi Schltr.
- Nervilia affinis Schltr.
- Nervilia afzelii Schltr.
- Nervilia apiculata Schltr.
- Nervilia aragoana Gaudich.
- Nervilia ballii G. Williamson
- Nervilia bandana (Blume) Schltr.
- Nervilia barklyana (Rchb. f.) Schltr.
- Nervilia bathiei Senghas
- Nervilia beumeei J.J. Sm.
- Nervilia bicarinata (Blume) Schltr.
- Nervilia biflora (Wight) Schltr.
- Nervilia bollei (Rchb. f.) Schltr.
- Nervilia borneensis (J.J. Sm.) Schltr.
- Nervilia buchananii (Rolfe) Schltr.
- Nervilia calcicola Kerr
- Nervilia campestris (J.J. Sm.) Schltr.
- Nervilia carinata (Roxb.) Schltr.
- Nervilia commersonii (Blume) Schltr.
- Nervilia concolor (Blume) Schltr.
- Nervilia crispata (Blume) Schltr. ex K. Schum. & Lauterb.
- Nervilia crociformis (Zoll. & Moritzi) Seidenf.
- Nervilia cumberlegii Seidenf. & Smitin.
- Nervilia dalbergiae Jum. & H. Perrier
- Nervilia dallachyana (F. Muell. ex Benth.) Schltr.
- Nervilia diantha Schltr.
- Nervilia dilatata (Blume) Schltr.
- Nervilia discolor (Blume) Schltr.
- Nervilia erosa P.J. Cribb
- Nervilia falcata (King & Pantl.) Schltr.
- Nervilia fimbriata Schltr.
- Nervilia flabelliformis (Lindl.) Tang & F.T. Wang
- Nervilia fordii (Hance) Schltr.
- Nervilia francoisii H. Perrier ex J. François
- Nervilia fuerstenbergiana Schltr.
- Nervilia gammieana (Hook. f.) Pfitzer
- Nervilia gassneri Börge Pett.
- Nervilia ghindana (Fiori) Cufod.
- Nervilia gleadowii Nag. Rao
- Nervilia grandiflora Schltr.
- Nervilia hallbergii Blatt. & McCann
- Nervilia hirsuta (Blume) Schltr.
- Nervilia hispida Blatt. & McCann
- Nervilia holochila (F. Muell.) Schltr.
- Nervilia holzeana Schltr.
- Nervilia hookeriana (King & Pantl.) Schltr.
- Nervilia humilis Schltr.
- Nervilia ignobilis Tuyama
- Nervilia imperatetorum Schltr.
- Nervilia infundibulifolia Blatt. & McCann
- Nervilia insolata Jum. & H. Perrier
- Nervilia jacksoniae Rinehart & Fosberg
- Nervilia juliana (Roxb.) Schltr.
- Nervilia khasiana (King & Pantl.) Schltr.
- Nervilia kotschyi (Rchb. f.) Schltr.
- Nervilia lanyuensis S.S. Ying
- Nervilia leguminosarum Jum. & H. Perrier
- Nervilia lilacea Jum. & H. Perrier
- Nervilia mackinnonii (Duthie) Schltr.
- Nervilia macroglossa (Hook. f.) Schltr.
- Nervilia macrophylla Schltr.
- Nervilia maculata (Parish & Rchb. f.) Schltr.
- Nervilia maliana Schltr.
- Nervilia monantha Blatt. & McCann
- Nervilia muratana S.W. Gale & S.K. Wu
- Nervilia natalensis Schelpe
- Nervilia nipponica Makino
- Nervilia ovata Gaudich.
- Nervilia oxyglossa Fukuy.
- Nervilia pachystomoides (F. Muell.) Schltr.
- Nervilia palawensis Schltr.
- Nervilia pallidiflora Schltr.
- Nervilia parishiana (King & Pantl.) Schltr.
- Nervilia pectinata P.J. Cribb
- Nervilia peltata B. Gray & D.L. Jones
- Nervilia perrieri Schltr.
- Nervilia petaloidea Carr
- Nervilia petraea (Afzel. ex Sw.) Summerh.
- Nervilia pilosa Schltr. & H. Perrier
- Nervilia platychila Schltr.
- Nervilia plicata (Andrews) Schltr.
- Nervilia poijlieziae N. Hallé
- Nervilia porphyrophylla Schltr.
- Nervilia prainiana (King & Pantl.) Seidenf.
- Nervilia punctata (Blume) Schltr.
- Nervilia purpurata (Rchb. f. & Sond.) Schltr.
- Nervilia purpurea (Hayata) Schltr.
- Nervilia reniformis Schltr.
- Nervilia renschiana (Rchb. f.) Schltr.
- Nervilia sakoae Jum. & H. Perrier
- Nervilia sciaphila Schltr.
- Nervilia scottii (Rchb. f.) Schltr.
- Nervilia seranica J.J. Sm.
- Nervilia shirensis (Rolfe) Schltr.
- Nervilia similis Schltr.
- Nervilia simplex (Thouars) Schltr.
- Nervilia stolziana Schltr.
- Nervilia subintegra Summerh.
- Nervilia tahanshanensis T.P. Lin & W.M. Lin
- Nervilia taitoensis (Hayata) Schltr.
- Nervilia taiwaniana S.S. Ying
- Nervilia tibetensis Rolfe
- Nervilia toillieziae N. Hallé
- Nervilia trichophylla Fukuy.
- Nervilia umbrosa (Rchb. f.) Schltr.
- Nervilia umenoi Fukuy.
- Nervilia uniflora (F. Muell.) Schltr.
- Nervilia velutina (Parish & Rchb. f.) Schltr.
- Nervilia viridiflava (Rchb. f.) Schltr.
- Nervilia winckelii J.J. Sm.
- Nervilia yaeyamensis Hayata

## Galerie

Quelques planches descriptives d'orchidées Nervilla présentes en Australie, Orchids of far north-eastern Queensland (1995-2003), illustrations de Lewis Roberts et des photographies
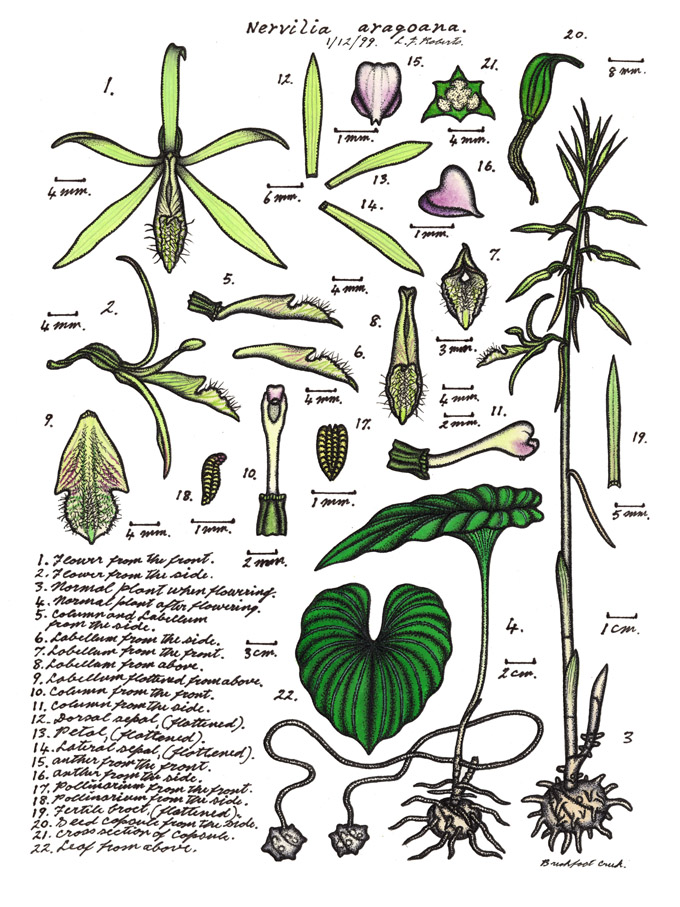
Nervilia aragoana
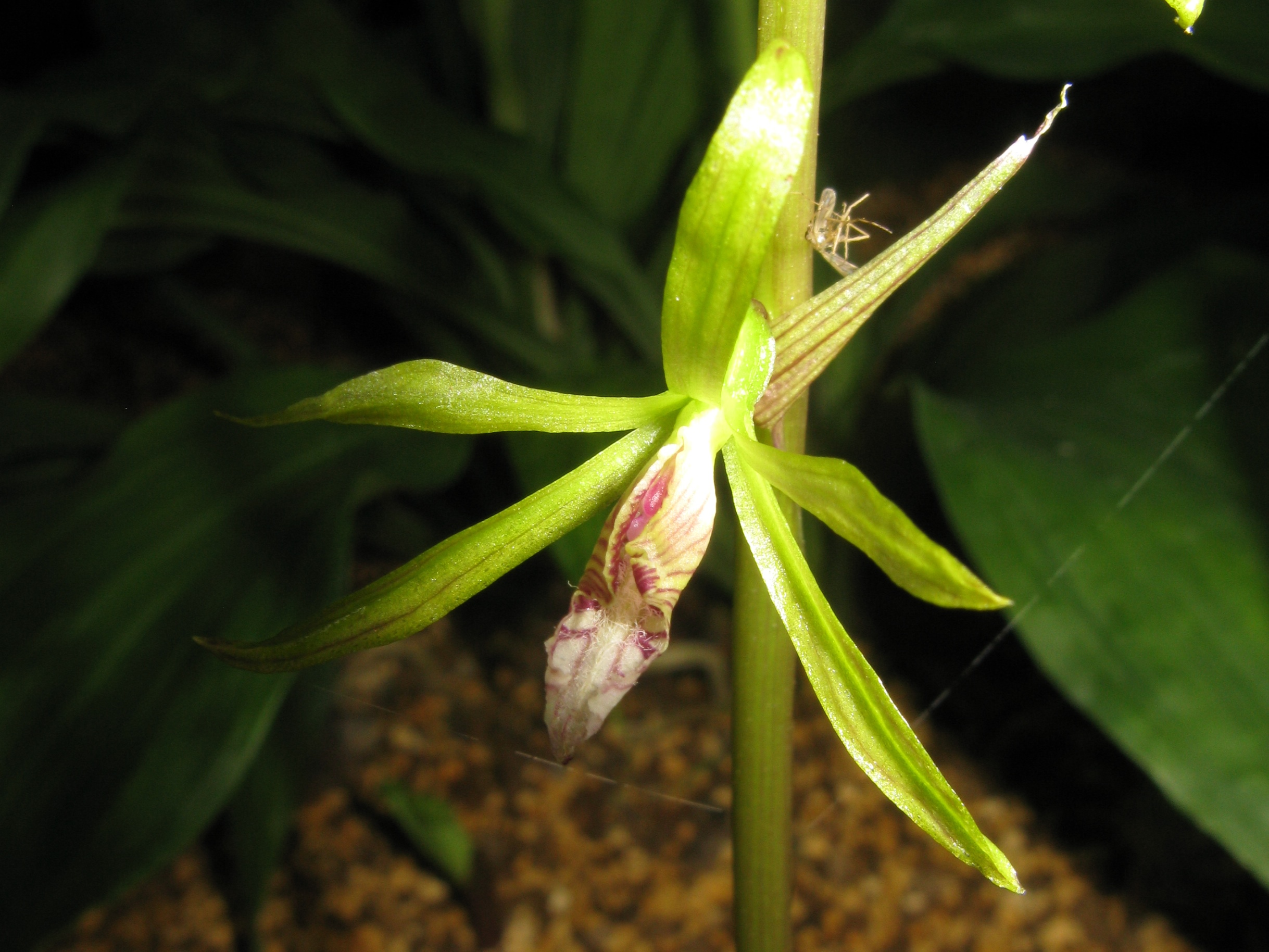
Nervilla aragoana, Jardin botanique de Tsukuba, Japon
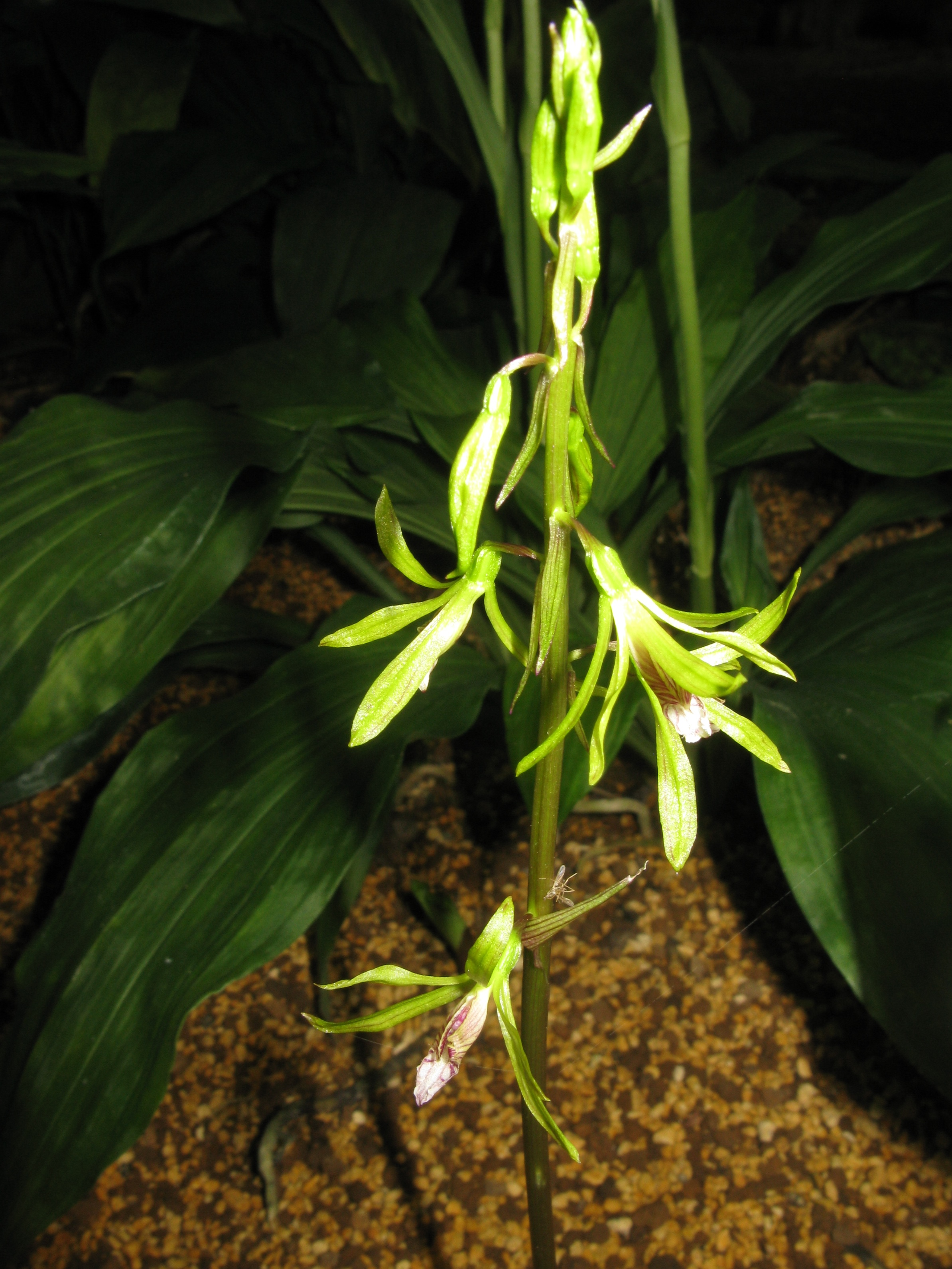
Nervilia aragoana, Jardin botanique de Tsukuba, Japon
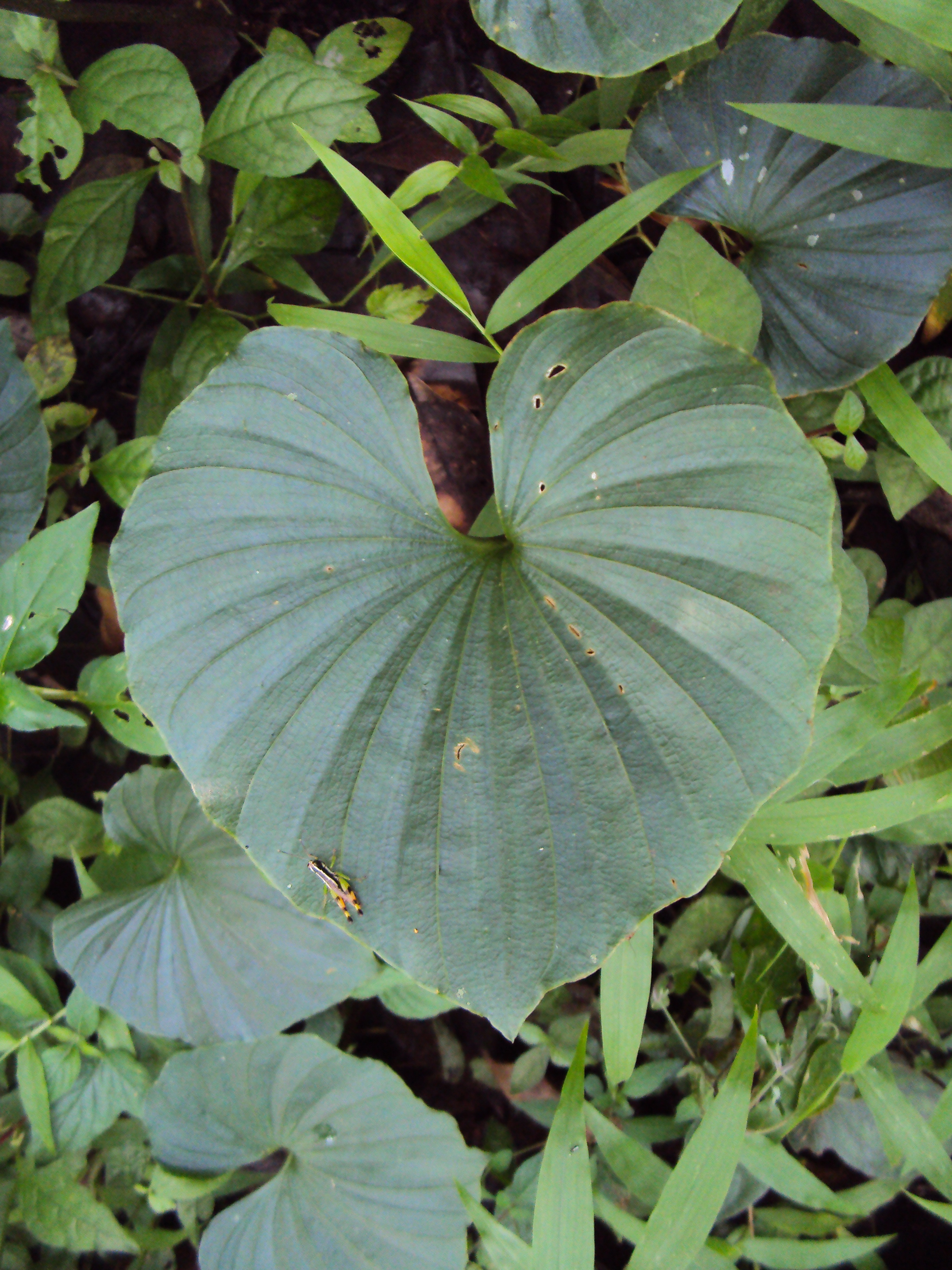
Nervilia aragoana
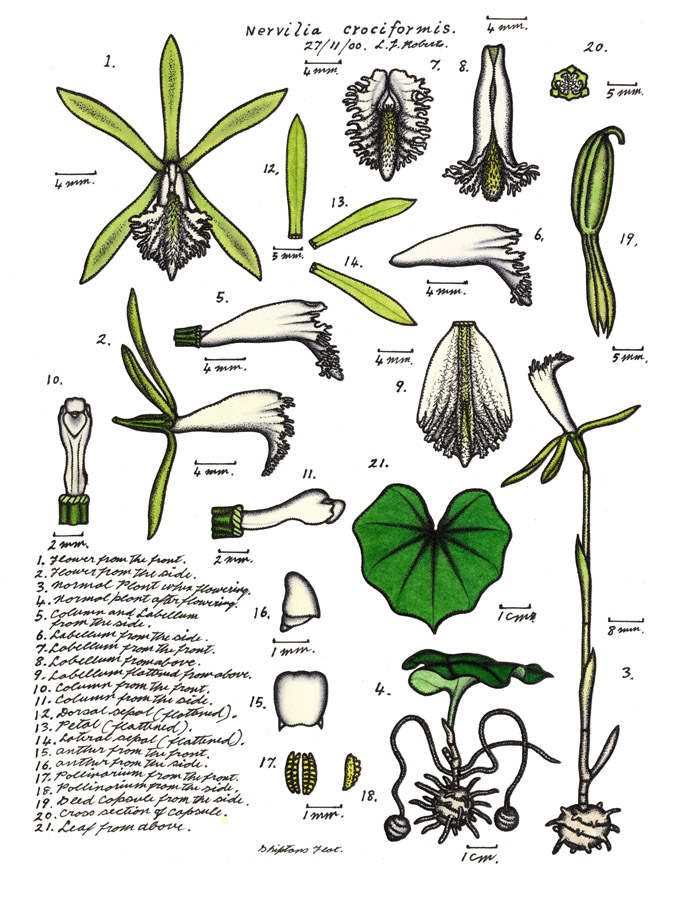
Nervilia crociformis
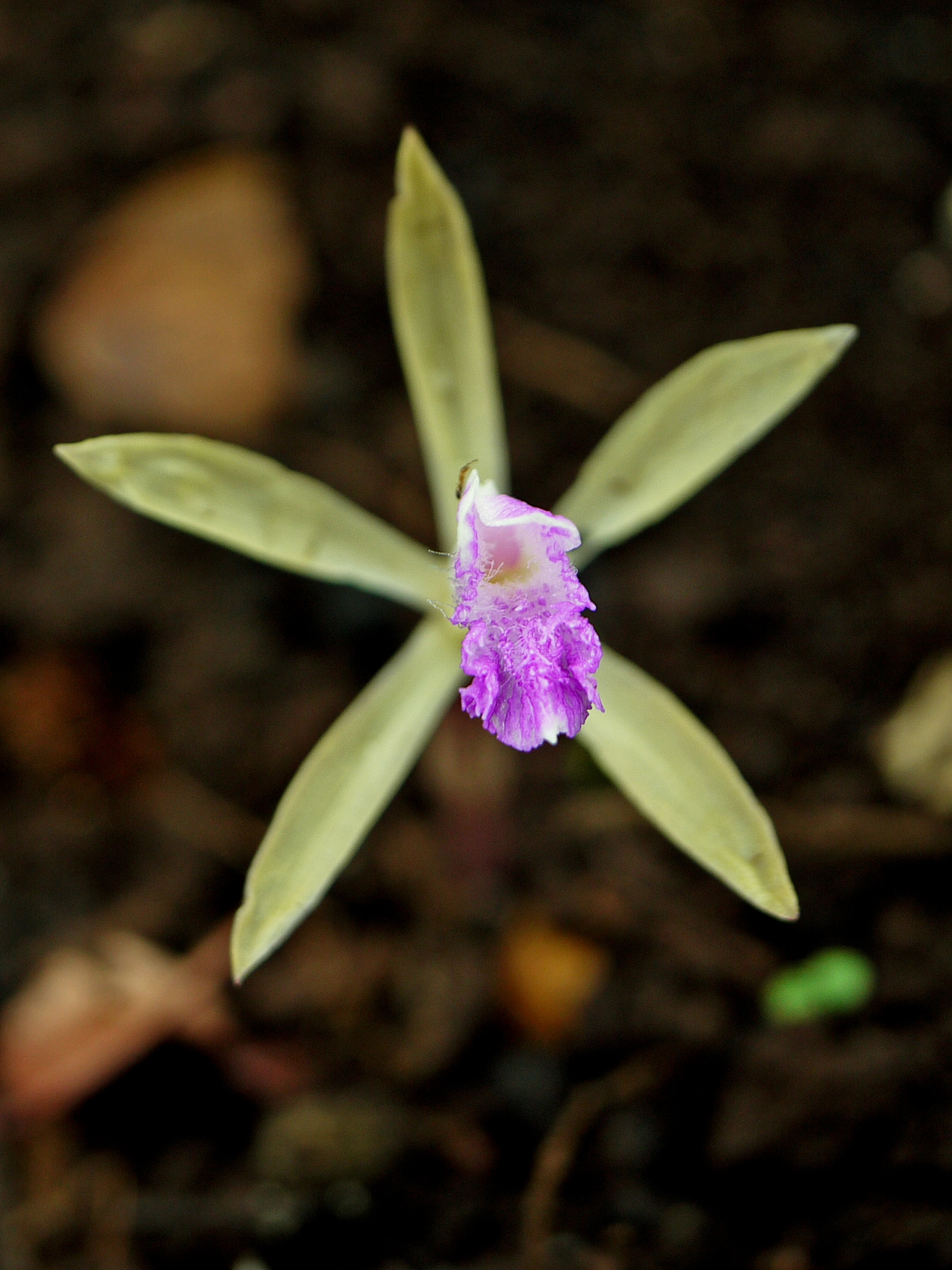
Nervilia crociformis
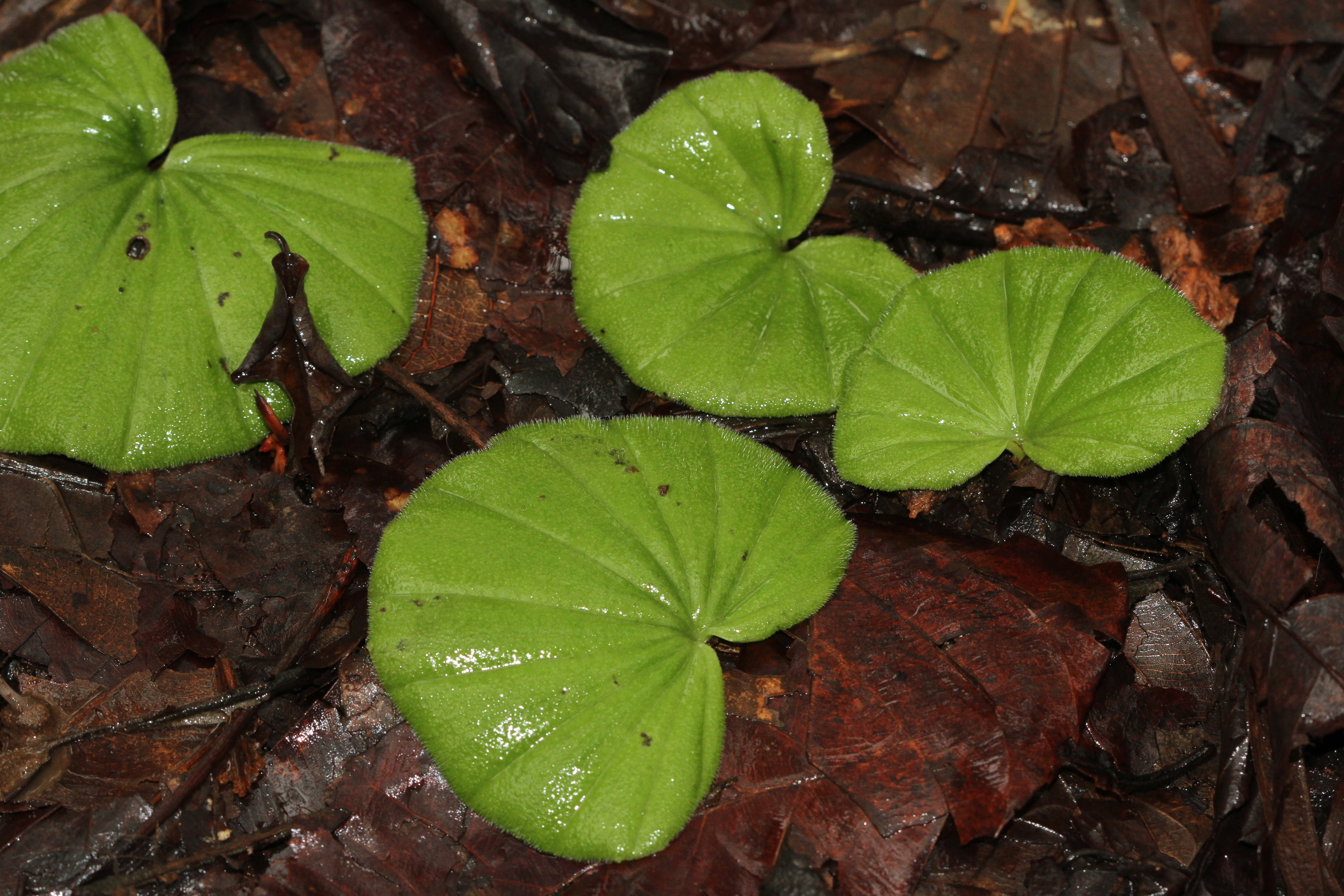
Nervilia crosiformis
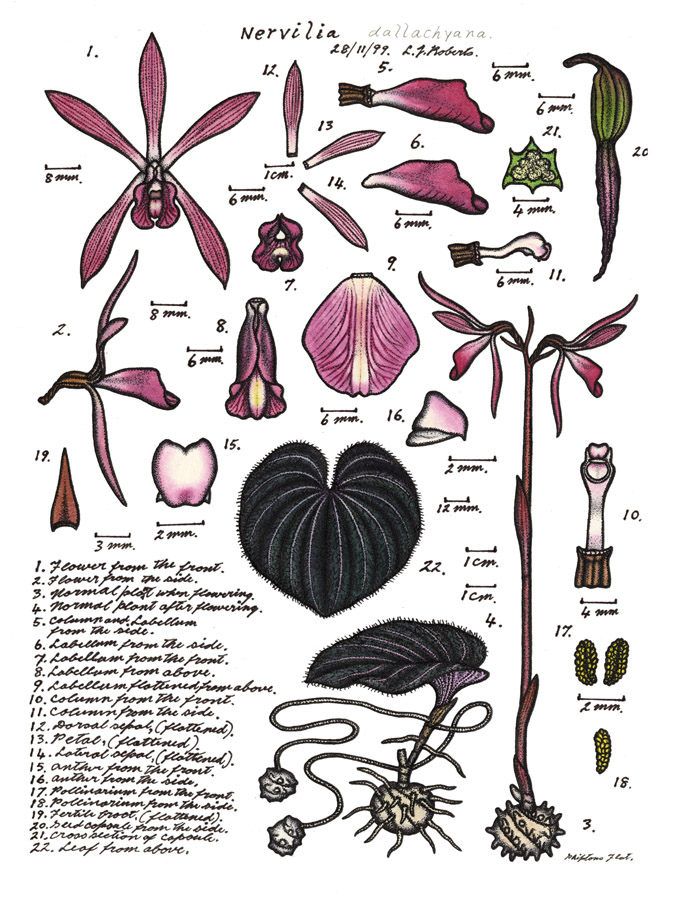
Nervilia dallachyana